# 's-Gravelandseveer

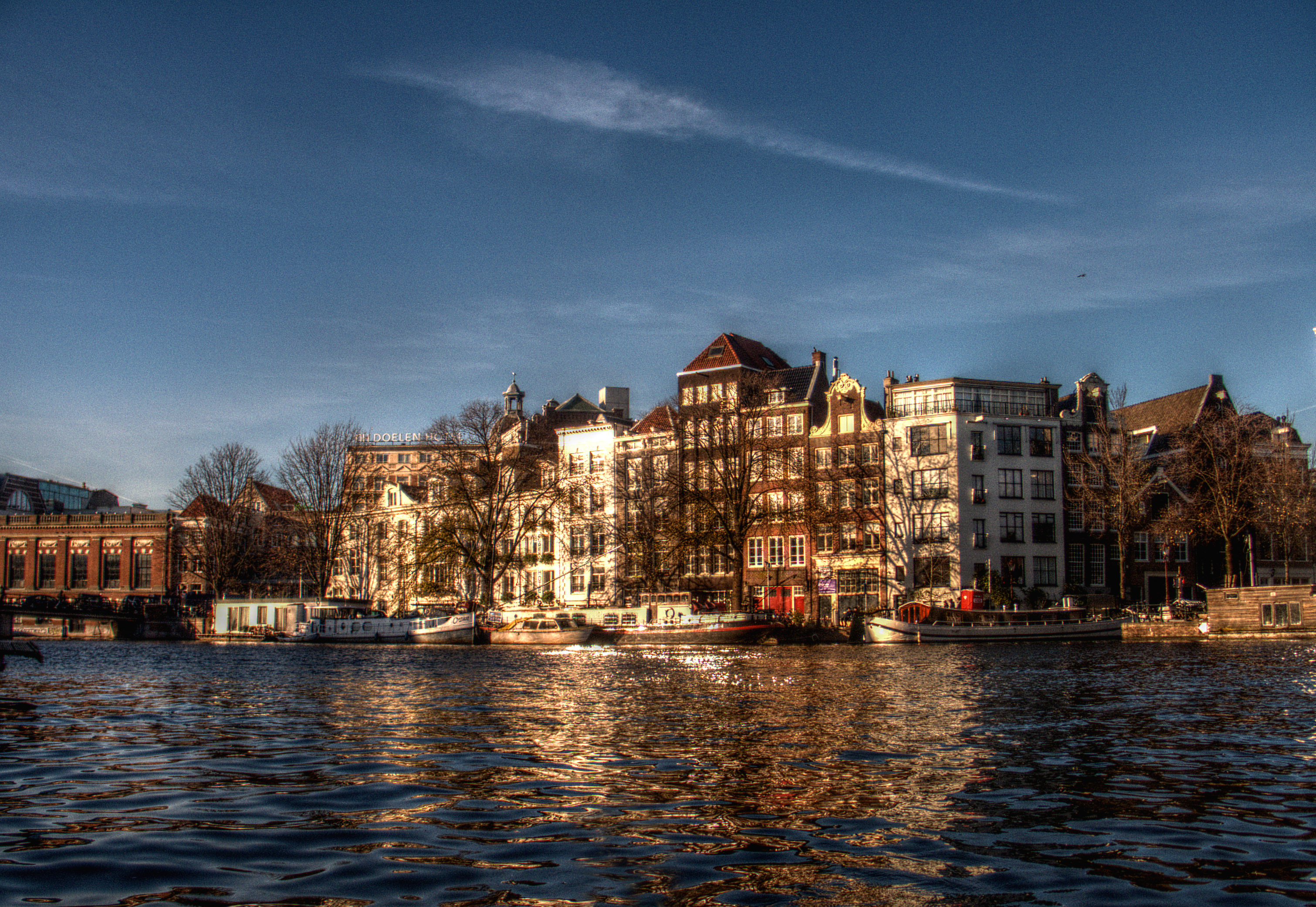
Het 's Gravelandse veer, in Amsterdam, gezien vanaf de Amstel. November 2013

Het  's-Gravelandseveer is een straat in het centrum van Amsterdam. De straat is gelegen aan de noordzijde van de Amstel en vormt het zuidelijke gedeelte van het schiereiland tussen de Groenburgwal en Kloveniersburgwal. Vanuit het oosten gezien loopt de Groenburgwal over in de straat. In het westen bij de Halvemaansbrug, die een verbinding met de andere Amsteloever geeft, gaat de straat met een bocht naar rechts over in de Kloveniersburgwal.
De naam van de straat verwijst naar de vroegere ligplaats van de beurtschepen die voeren naar in het Gooise dorp 's-Graveland waar een aantal Amsterdamse regentenfamilies hun buitenverblijf had. De naam van de straat is bij een raadsbesluit van 2 september 1913 gegeven. Voor deze tijd heette de kade Binnen-Amstel.